# Kazuhiko Nishi
Kazuhiko Nishi (10 de fevereiro de 1956, Kobe), é um empreendedor e professor japonês que trabalhou para a Microsoft no Japão na década de 1980 como vice-presidente de operações no Extremo Oriente.

## História
Nishi estudou Engenharia Mecânica nas universidades Kogakuin e Waseda. Em 1977, ainda como estudante, ele fundou a ASCII Publishing Corporation (posteriormente, ASCII Corporation) e tornou-se editor da ASCII, a primeira revista japonesa dedicada aos microcomputadores.
Em 1979, Nishi entrou para a Microsoft do Japão como vice-presidente de operações, e de 1980 a 1986 como diretor e vice-presidente para novas tecnologias.
Em 1986, Kazuhiko Nishi deixou a Microsoft para dedicar-se ao desenvolvimento do padrão MSX, com o auxílio do executivo da NEC Kazuya Watanabe. Nos dias de hoje, a ASCII é uma das maiores empresas de multimídia do Pacífico ocidental.
O relacionamento de Nishi com Bill Gates ajudou a ASCII Corporation a crescer. O MSX, um novo formato de computador pessoal, foi desenvolvido em conjunto pela Microsoft e pela ASCII Corporation para o mercado japonês. Mas Nishi e Gates se desentenderam, e a Microsoft, em 1986, anunciou o fim da parceria. Afirmando que Nishi devia à empresa mais de US$ 500.000, a Microsoft criou sua própria subsidiária japonesa. Mas a ASCII Corporation continuou a prosperar.

### A Empresa ASCII
O relacionamento de Nishi com Bill Gates ajudou a ASCII Corporation a crescer. O MSX, um novo formato de computador pessoal, foi desenvolvido em conjunto pela Microsoft e pela ASCII Corporation para o mercado japonês. Mas Nishi e Gates se desentenderam, e a Microsoft anunciou o fim da parceria em 1986. Afirmando que Nishi devia à empresa mais de US$ 500.000, a Microsoft criou sua própria subsidiária japonesa. Mas a ASCII Corporation continuou a prosperar.
O Sr. Nishi também era propenso a tomar decisões importantes por impulso e a gastar sem restrições, o que levou a Microsoft a romper com a Ascii em 1986. Um dos momentos decisivos foi quando o Sr. Nishi gastou US$ 1 milhão para construir um enorme dinossauro mecânico em Tóquio como um dispositivo de publicidade. O rompimento entre o Sr. Gates e o Sr. Nishi foi amargo, embora os dois agora se falem periodicamente. 
A Ascii chegou a se lançar no setor de aluguel de helicópteros e, como muitas outras empresas, investiu em arte e imóveis, o que parecia ser um ótimo investimento em um período de alta de preços. Nishi planejava construir um parque industrial para empresas de software no norte do Japão, equipado com tecnologias eletrônicas modernas e seu próprio aeroporto. O projeto foi então arquivado. 

### A dissolução da ASCII
Em 1991, os outros dois cofundadores da ASCII, Akio Gunji, presidente, e Keiichiro Tsukamoto, vice-presidente, renunciaram abruptamente, aparentemente em protesto contra a rápida expansão. "Eles não conseguiam me acompanhar porque eu estava acelerando demais", disse Nishi em uma coletiva de imprensa na época. 
Sob a direção de Nishi, a ASCII Corporation investiu pesadamente em startups americanas na indústria eletrônica. Em 1992, a ASCII Corporation estava fortemente endividada e o preço de suas ações despencou. Seguindo a orientação do Ministério do Comércio Internacional e Indústria, o Banco Industrial do Japão e outros bancos resgataram a empresa, que se recuperou.
Sob a direção de Nishi, a ASCII Corporation investiu pesadamente em startups americanas na indústria eletrônica. Em 1992, a ASCII Corporation estava fortemente endividada e o preço de suas ações despencou. Sob a orientação do Ministério do Comércio Internacional e Indústria, o Banco Industrial do Japão e outros bancos resgataram a empresa, que se recuperou.
A ASCII Corporation tornou-se uma subsidiária da Kadokawa Group Holdings em 2004 e se fundiu com outra subsidiária da Kadokawa, a MediaWorks em 1º de abril de 2008, tornando-se a ASCII Media Works.
Desde 1996, Nishi também tem sido professor universitário em várias instituições, tais como o Institute of Advanced Studies of the United Nations University em Tóquio e o Center for Global Communications of the International University of Japan. Exerceu vários cargos públicos nos ministérios de telecomunicações e de comércio e indústria japoneses e é membro do Committee for World Economy in the 21st Century.
Após 1986, Nishi escreveu para jornais e foi autor de vários livros. Ele participou de vários comitês em nome do Ministério dos Correios e Telecomunicações (Japão) e do Ministério do Comércio Internacional e Indústria, e é membro do Comitê para a Economia Mundial no Século XXI. Nishi é presidente da Associação MSX, uma organização privada originária de uma assembleia de pessoas com afinidade com o padrão MSX, e presidente da Digital do MaiN, uma empresa de engenharia de áudio.
Em 2005, Nishi concorreu sem sucesso à presidência de uma pequena universidade na zona rural do Japão.
Nishi é ainda o presidente da MSX Association, uma organização privada que reúne pessoas afins ao padrão MSX.

### Processo de Falência
Em março de 2023, Nishi estava em processo de falência no Japão — uma situação que supostamente decorreu de dívidas incobráveis herdadas de sua saída da ASCII. Em 23 de abril de 2025, Nishi afirmou em sua conta no X/Twitter que sua decisão também foi assinar como fiador de um empréstimo comercial de um amigo. Nishi atualizou a situação, afirmando que o processo havia sido encerrado e que sua dívida (acredita-se que totalize 11,5 bilhões de ienes) havia sido quitada.  
De acordo com um artigo antigo  do The New York Times, Nishi "ostentava sua riqueza com um estilo extravagante que incluía ir de reunião em reunião de helicóptero". No mesmo artigo, Nishi também é chamado de "mais um vendedor visionário e carismático do que um engenheiro". O artigo que descreve o perfil do falecido ex-empresário da ASCII Nishi e como ocorreu a falência foi escrito pelo autor Andrew Pollack.

### Incidente da Meijyo Gakuin
Em 22 de junho de 2019, Nishi foi nomeado presidente do conselho de administração da Escola Meijo Gakuin.  Decisão sobre a nova estrutura do conselho de administração e mudanças na diretoria responsável. Nishi, que sucedeu a ex-presidente (mulher, 61 anos na época) que renunciou devido ao problema de apropriação indébita de 100 milhões de ienes dos fundos da Myojo Gakuin para moeda virtual, foi demitido. Posteriormente, descobriu-se que o depósito de 2,1 bilhões de ienes referente à venda do terreno para a Escola Secundária Meijo Gakuin não havia sido contabilizado, e Nishi estava considerando entrar com um processo criminal contra o ex-presidente por abuso de confiança.
O Conselho de Administração da Meijo Gakuin demitiu Nishi do cargo de presidente em 24 de agosto de 2019.
Em dezembro de 2019, o ex-presidente foi preso sob a acusação de peculato. . Nishi, que concedeu uma entrevista coletiva na cidade de Osaka em 6 de dezembro, destacou que a situação atual do ex-presidente ainda persiste na corporação escolar Myojo Gakuin. Veja também: Incidente de Meijyo Gakuin 